# Castell de Piera
El Castell de Piera, antigament anomenat Castell de Fontanet, és un castell del municipi de Piera (Anoia), situat en un petit turó, al costat de l'església de Santa Maria, domina la vall del riu Anoia en la seva transició vers el Penedès. Està declarat Bé Cultural d'Interès Nacional.

## Descripció
Es tracta d'un castell d'un sol cos amb una torre a una de les cantonades i envoltat per muralles. S'hi accedeix per un replà de l'església. El 1916 va ésser restaurat, de manera que fou aixecada de nou la torre al mateix lloc on hi havia els fonaments de l'antiga, les muralles, l'habitatge adossat al cos principal de l'edifici (masoveria) i es van fer noves finestres. A l'interior, a la part baixa, s'hi conserva la seva configuració original: amb parets d'un gruix de 2 m i la volta i columna que serveix d'eix a tot l'edifici. Una gran escalinata porta al pis superior, que està decorat amb estil vuitcentista amb sostres de fusta, mobiliari de diversos estils i un menjador amb una gran llar de foc. De la resta del recinte, es conserven alguns trams de muralla, i és probable que s’hi englobés l'església originària de Santa Maria.

## Història
El castell ocupa el lloc d'un poblat ibèric, malgrat que alguns historiadors/es li suposen un origen romà, fet que no s'ha provat mai documentalment. La primera notícia que se'n té és en una carta de població del lloc de Freixe del 955, on s'inclou aquest dins el terme del 'Castro Fontanedo'. Des del 963 al 1010 va pertànyer al monestir de Sant Cugat del Vallès. Al 1055, s'anomena Castell de Fontanet o de Piera. Des de mitjans del s. X passà a ser dels vescomtes de Barcelona fins al 1063, que passà a ser del comte Ramon Berenguer I. Al s. XIII passà a ser propietat reial i Jaume I hi va fer diverses estades. El 1320 Jaume II emeté privilegi d’inalienabilitat del castell i la vila de Piera, que sempre han de restar units a la Corona. Però el 1380 Pere III en feu venda al comte de Cardona. Tot i algunes oscil·lacions, els Cardona hi mantingueren els seus drets fins al 1431. En aquesta data el rei Alfons IV adquireix Piera per vendre-la tot seguit al monestir de Pedralbes, el qual en retingué la possessió fins a la fi del sistema senyorial.
Des de 1265 i fins el s. XVIII, l'administraren la família Sescorts, que emparentaren amb els Viala. En arribar l’hora de la desamortització, el 1832, el castell de Piera es convertí en propietat de Ventura o Bonaventura de Viala i Aguilera, baró d'Almenar i notari de Tàrrega. El seu besnet, Ramon de Viala i Ayguavives, baró d'Almenar, enllestí el 1916 la restauració de l’edifici. Com a conseqüència de les grans despeses que va suposar la restauració, feta sota la direcció de Sebastià M. de Plaja, el castell va passar per diverses mans privades fins a arribar als propietaris actuals, la família Oliveras Sastre-Marqués, que encara hi manté la residència.